# Pappus von Tratzberg (Adelsgeschlecht)

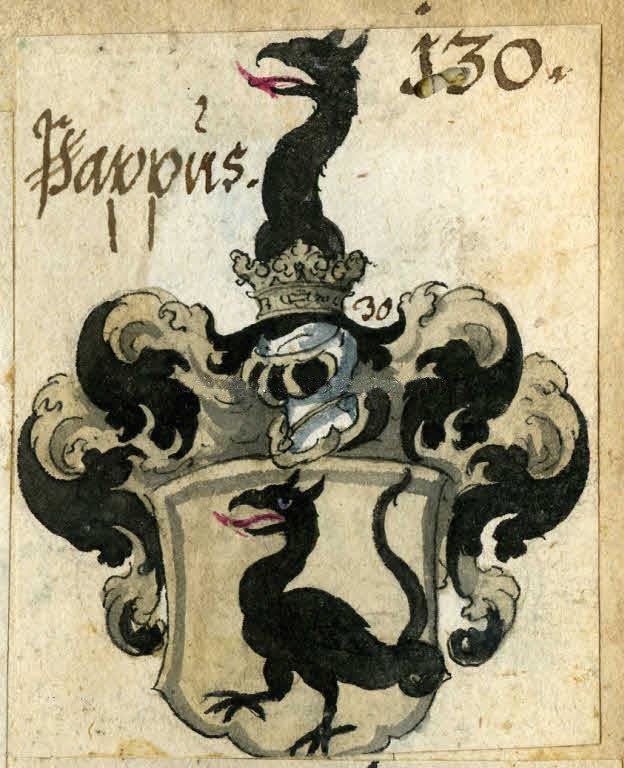
Stammwappen der Pappus (1600)

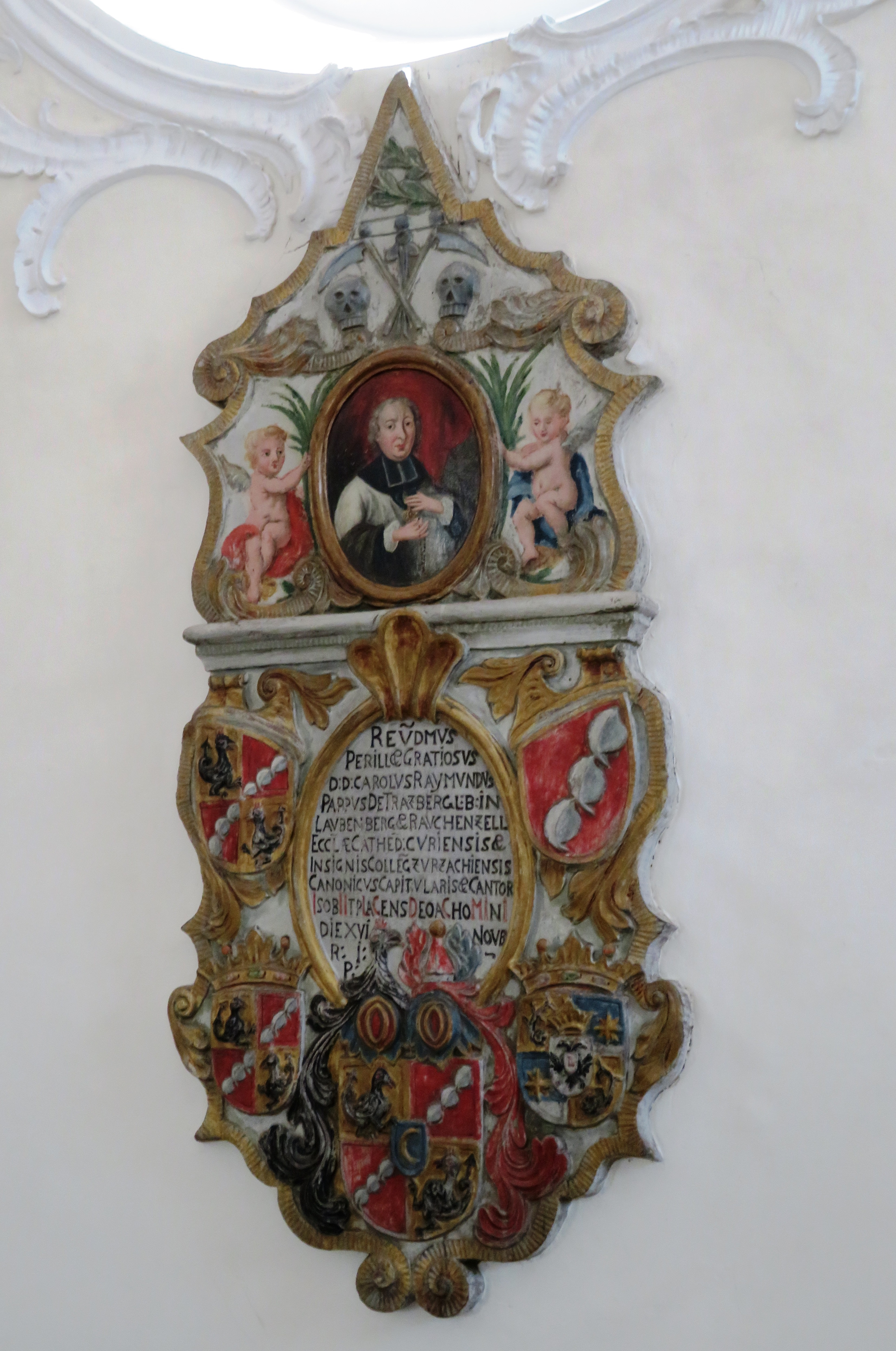
Epitaph für Carl Raimund Pappus von Tratzberg im Verenamünster

Pappus von Tratzberg und Laubenberg ist der Name eines alten schwäbischen Adelsgeschlechts, das der Schwäbischen Reichsritterschaft angehörte und in den erblichen Freiherrenstand erhoben wurde. Die Familie ist von den Tänzl von Tratzberg unterscheiden, deren Prädikat sich auf das bekanntere Schloss Tratzberg bezieht.   

## Geschichte
Der Überlieferung nach soll das Geschlecht von der alten römischen Familie der Aemiliorum Papporum abstammen, von wo aus es aus Italien geflüchtet, schließlich in Vorarlberg ansässig wurde. In Folge stellten die Pappus in Feldkirch im Laufe der Jahrhunderte zahlreiche Stadtammänner, Beamte, Offiziere und geistliche Würdenträger. Laut Diplom von 1450/1459 erhielt Petrus Pappus ein Wappen und Kleinod verliehen bzw. erneut bestätigt. Erzherzog Ferdinand von Österreich verlieh am 12. August 1573 dem Vogteiverwalter der Herrschaft Feldkirch, Hartmann Pappus, die adelige Freiheit auf seinen erbauten Ansitz und die Erlaubnis sich danach "von Tratzberg" nennen zu dürfen. Am 23. Dezember 1647 belehnte Kaiser Ferdinand III. den österreichischen Rat und Regimentskanzler von Innsbruck, fürstbischöflich-augsburgischen Geheimrat Johann Andreas Pappus von und zu Tratzberg mit den Herrschaften Laubenberg und Rauhenzell und verlieh ihm das Prädikat "Tratzberg zu Laubenberg", worauf die Familie in die Schwäbische Reichsritterschaft aufgenommen wurde. Jakob Friedrich Pappus von Tratzberg diente als kaiserlicher Hauptmann, seit 1654 Landvogt von Vaduz, sowie seit 1657 als Vogteiverwalter der Landgrafschaft Nellenburg. In dem Münster von Konstanz befindet sich das Epitaph von Franz Karl von Pappus und Tratzberg († 8. Oktober 1736), laut Inschrift Domherr dieser Bischofskirche, Domkapitular und Dekan, sowie Propst der Stiftskirche St. Johann. Raimund Carl Pappus von Tratzberg wirkte 1706 als Domherr von Chur und Kanoniker in Zurzach. 1762 wurde dem Freiherr Joseph Anton Pappus das erbliche Amt des fürstlich-kemptischen Erbhofmarschalls verliehen.

## Besitzungen
- Ansitz Tratzberg bei Feldkirch
- Ansitz Birkach in Koblach
- Schloss Amberg in Levis[7]
- Schloss Rauhenzell in Rauhenzell

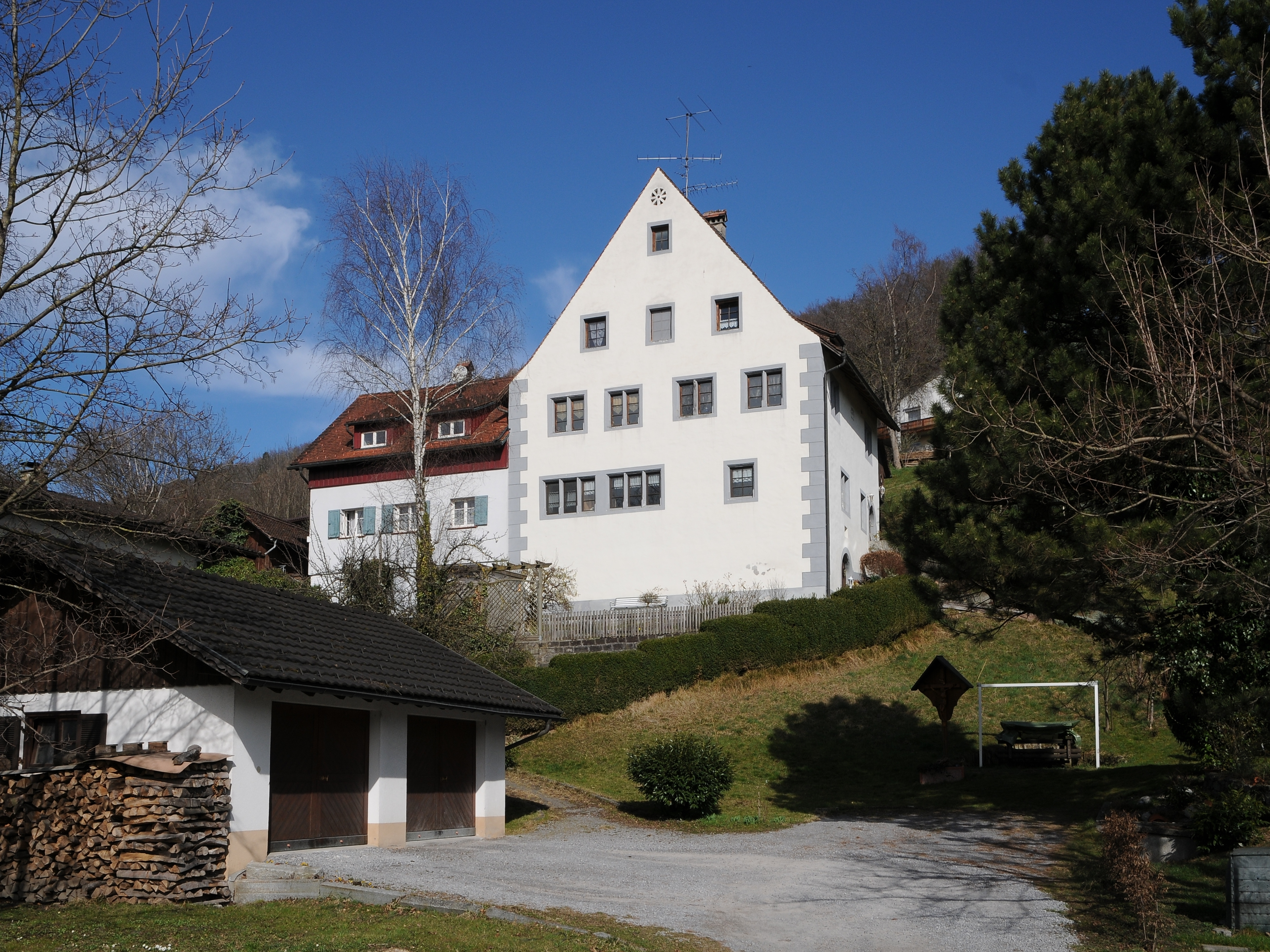
Ansitz Birkach
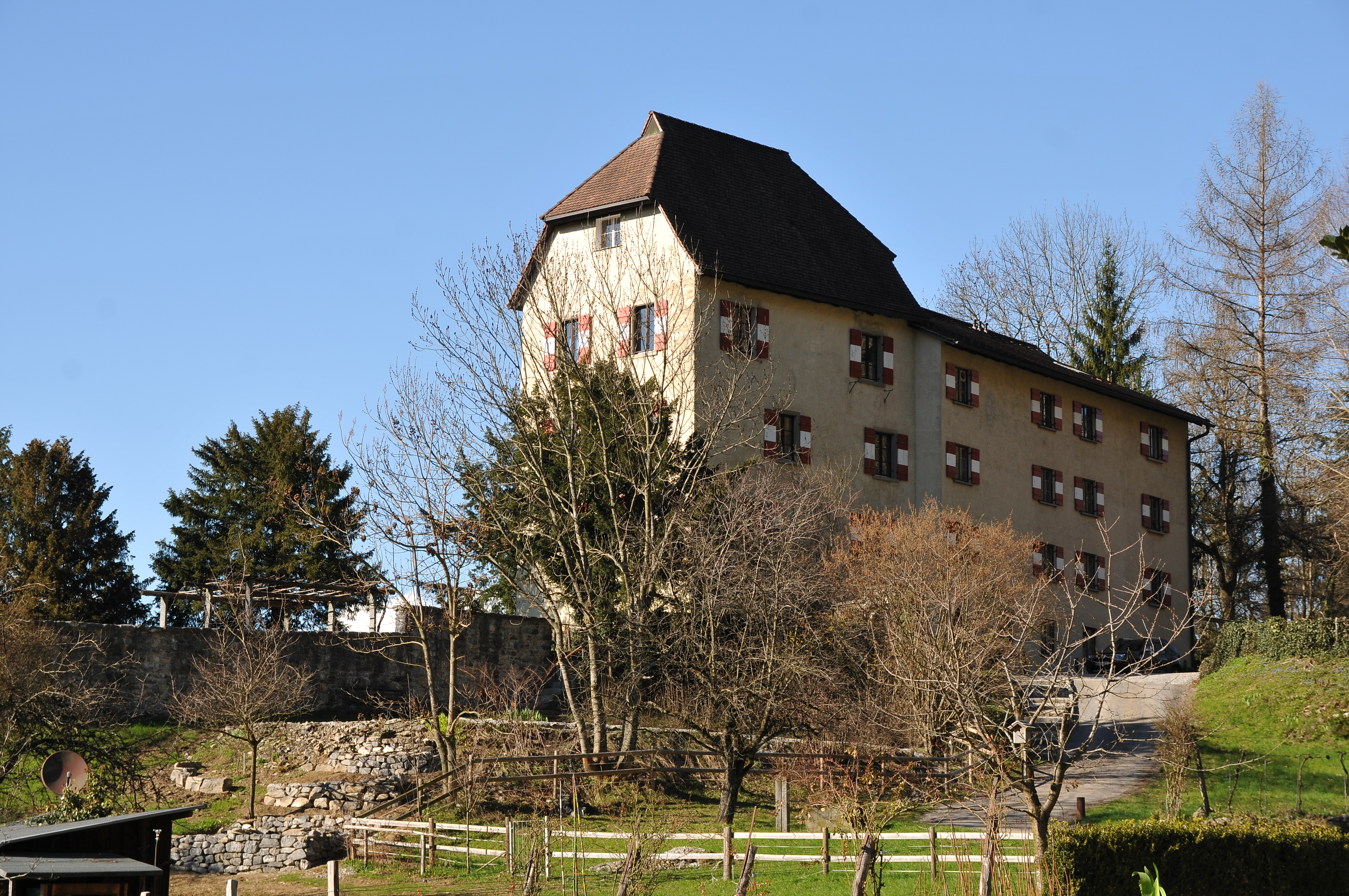
Schloss Amberg
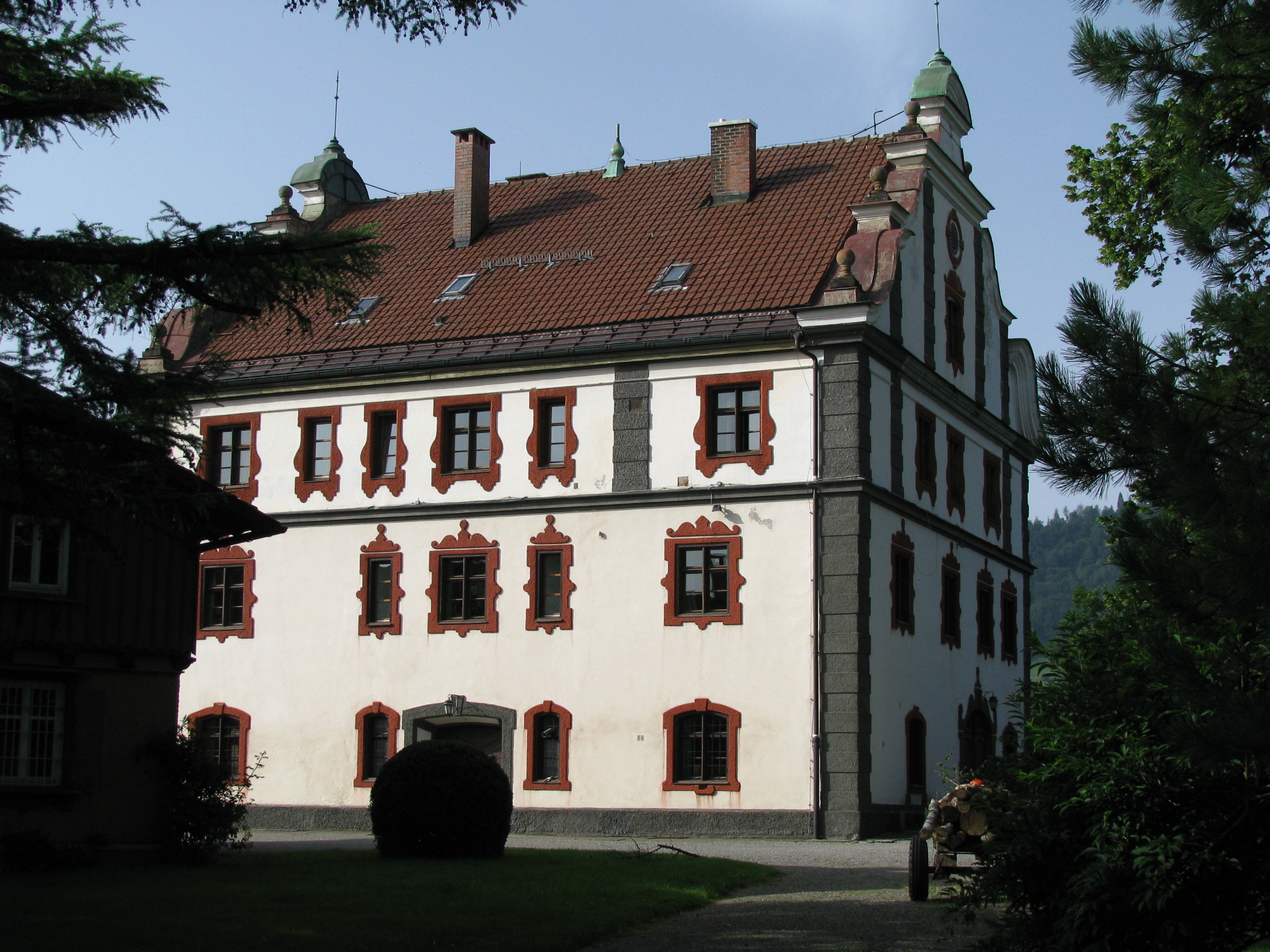
Schloss Rauhenzell

## Genealogie (Auswahl)

### I. Linie
1. Othmar Pappus, kaiserlicher Kapitän 
  1. Johann Andreas Pappus († 1655), erzherzoglicher Rat und Regimentskanzler in Innsbruck, fürstbischöflich-augsburgischen Geheimrat
  2. Leonard Pappus von Tratzberg (* 27. Januar 1607 in Feldkirch; † 6. Juni 1677 in Konstanz), Kanoniker des Hochstifte Konstanz und Augsburg, Domdekan, Probst der Stiftskirche St. Johann[6]

### II. Linie
1. Franz Apronian Pappus von Tratzberg, oberösterreichischer Regimentsrat, Vogteiverwalter der Herrschaften Bregenz und Hohenegg, ⚭ 1.) Maria Elisabeth von Laubenberg, ⚭ 2.) Maria Margaretha von Bernhausen
  1. Johann Leonhard Pappus von Tratzberg, Vogteiverwalter der Herrschaften Bregenz, Maria Dorothea Freiin von Proßberg
  2. Johann Andreas Pappus von Tratzberg († 1725), oberösterreichischer Regierungsrat und Landvogt
  3. Franz Karl Pappus von Tratzberg († 8. Oktober 1736), Domherr und Dekan des Hochstiftes Konstanz, Probst der Stiftskirche St. Johann[6]

### III. Linie
1. Johann Leonhard Pappus von Tratzberg
  1. Joseph Anton von Pappus, hochfürstlich-kemptischer Geheimrat und Pfleger der Herrschaft Obergünzburg, ⚭ Maria Anna Dorothea von Horden zu Ringenberg[6]
    1. NN von Pappus, ⚭ Veit Sigmund Freiherr von Reischach, seit 1738 Pfleger der Herrschaft Obergünzburg

  2. Franz Ignaz von Pappus[8]  († 1738), hochfürstlich-konstanzischer Rat und Obervogt

### IV. Linie
1. Anton Remigius (I.) Pappus von Tratzberg († 1810), fürstlich-kemptischer Erbhofmarschall, Rittmeister 
  1. Anton Remigius Pappus von Tratzberg, (* 1797), ⚭ Franziska Theresia Krafft von Festenberg (* 1798)
    1. Maria Anna Pappus von Tratzberg (* 23. September 1823), ⚭ 16. November 1859 in München Christoph Carl Krafft von Festenburg, königlich-bayerischer Oberappellationsgerichtspräsident a. D. († 17. Februar 1883 in München)
    2. Maximilian Pappus von Tratzberg (* 12. Januar 1825; † 9. April 1887 in München), königlich-bayerischer Kämmerer und Major a. D., ⚭ 30. Juni 1868 in Ludwigsburg Maria Wilhelmine Sofie Elisabeth Freiin von Hügel (* 9. Juni 1847 in Stuttgart)
      1. Eginhard Anton Remigius Pappus von Tratzberg (* 10. Juni 1873 in Kempten)
      2. Maria Wilhelmine Sofie Elisabeth Pappus von Tratzberg (* 5. Januar 1881 in München)

    3. Wilhelm Pappus von Tratzberg (* 2. November 1832), Besitzer des Rittergutes Rauhenzell, königlich-bayerischer Kämmerer und Hauptmann a. D., ⚭ 16. März 1868 in München Katharina Freiin von Ponickau (* 8. August 1838 in Osterberg), Ehrendame des königlich-bayerischen Theresiendordens[9]

## Wappen
- Blasonierung des Stammwappens: In Gold ein schwarzer Drache mit Stachelschwanz. Auf dem gekrönten Helm mit schwarz-silbernen Helmdecken der Drache wachsend.
- Blasonierung des Wappens von 1718: Von Gold und Rot geviert (teilweise mit einem blauen Herzschild, darin ein goldenes „C“ (Gnadenwappen, Carolus für Karl VI.)). Felder 1 und 4 der schwarze Drache des Stammwappens; Felder 2 und 3 schrägrechts hintereinander, mit den Spitzen aufwärtsgekehrt, drei silberne Lindenblätter (von Laubenberg †, schwäbischer Adel). Zwei gekrönte Helme: I. mit schwarz-goldenen Decken Kopf und Hals des schwarzen Drachens; II. mit rot-silbernen Decken ein geflügelter roter silbern-gestülpter Hut. Der rechts Flügel rot, der linke silbern.[10]

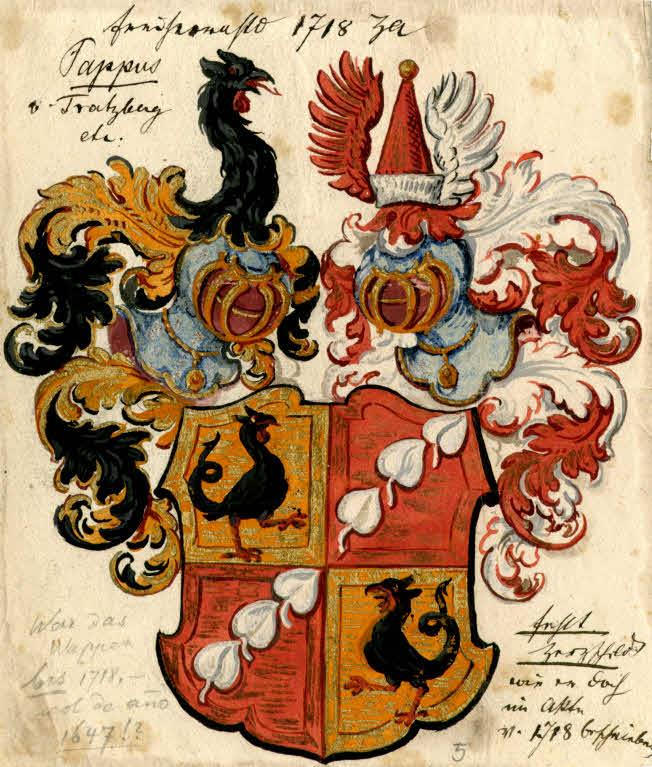
Wappen derer von Pappus und Trazberg Freiherr zu Laubenberg und Rauchenzell (1718)
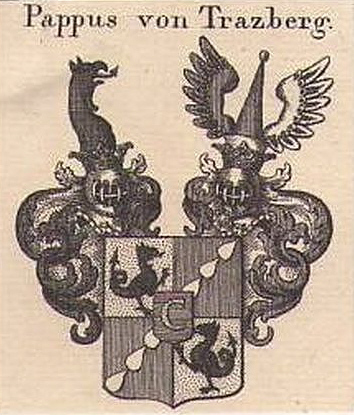
Wappen derer von Pappus von Trazberg
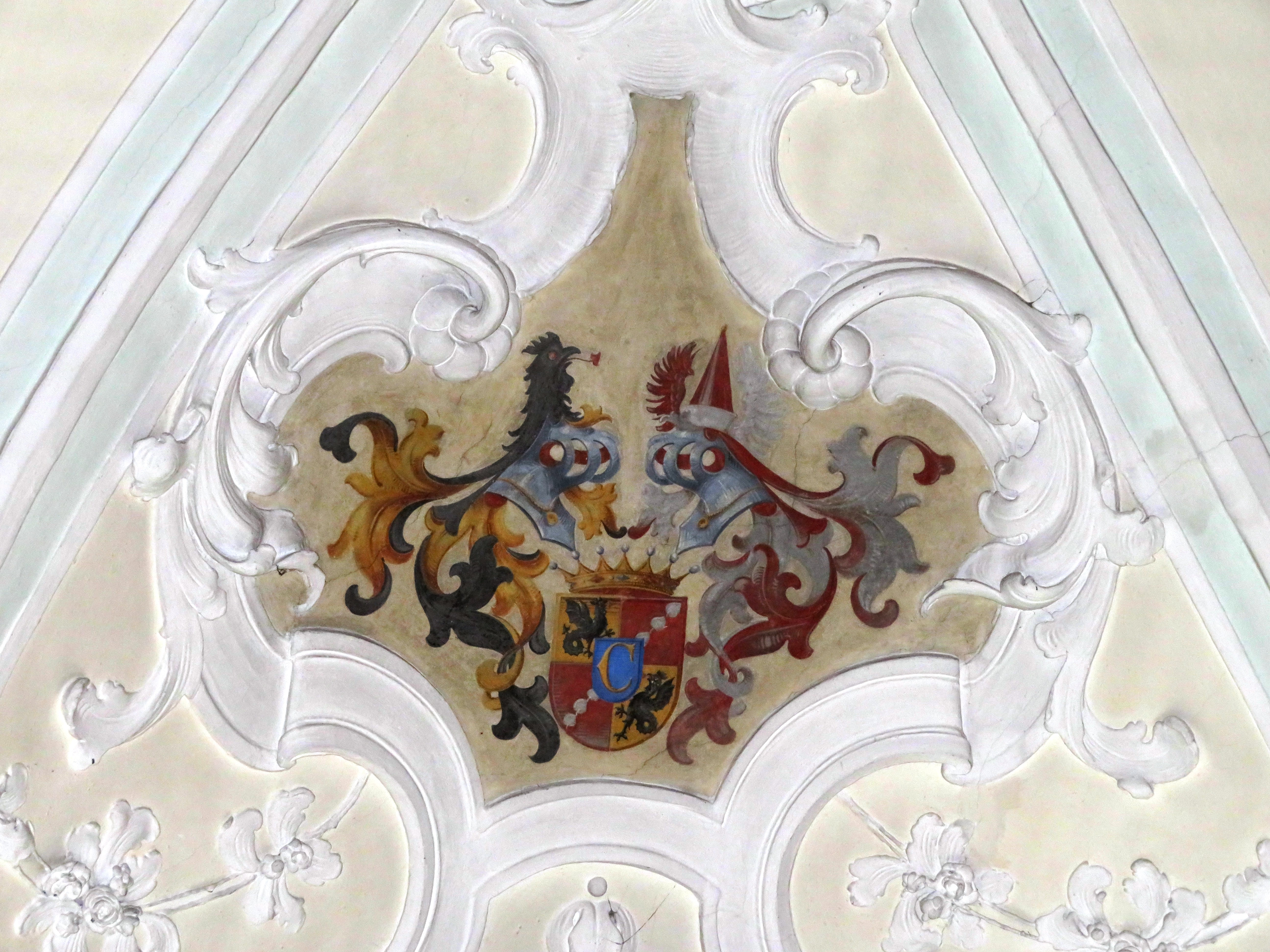
Malerei mit dem Wappen der Familie Pappus von Tratzberg in der Kirche St. Mauritius in Stein